# Liliána Szilágyi
Liliána Szilágyi (Budapest, 19 de noviembre de 1996) es una deportista húngara que compitió en natación. Ganó una medalla de plata en el Campeonato Europeo de Natación de 2016, en la prueba de 200 m mariposa.

## Palmarés internacional
| Campeonato Europeo | Campeonato Europeo    | Campeonato Europeo | Campeonato Europeo |
| Año                | Lugar                 | Medalla            | Prueba             |
| ------------------ | --------------------- | ------------------ | ------------------ |
| 2016               | Londres (Reino Unido) | Medalla de plata   | 200 m mariposa     |